# IC 2381
IC 2381 ist ein Doppelstern im Sternbild Krebs auf der Ekliptik, den der Astronom Max Wolf am 13. Februar 1901 fälschlich als IC-Objekt beschrieb.